# Ветропарк Кула
Ветропарк Кула је први ветропарк у Србији. Налази се на Штолцу у близини места Кула на територији општине Кула у средњој Бачкој.
Свечена изградња је почела новембра 2015. а ветропарк је пуштен у рад фебруара 2016. године.
Ветропарк Кула 1 се састоји од 3 турбине укупног капацитета 9,9 мегавата, што омогућава снабдевање електричном енергијом око 8.000 домаћинстава. Коришћени ветрогенератори су висине 178 метара што их је у тренутку изградње чинило највишим у југоисточној Европи.
Почетак изградње ветропарка Кула 2 са капацитетом 10 MW је био у мају 2022 године, а због оправданости инвестиције планирана је изградња још два ветропарка на истом месту Кула3 и Кула4.